# فيل غوردون
فيل غوردون (بالإنجليزية: Phil Gordon)‏ هو سياسي أمريكي، ولد في 18 أبريل 1951 في شيكاغو في الولايات المتحدة. حزبياً، نشط في الحزب الديمقراطي. وقد انتخب عمدة فينيكس، أريزونا.